# Personennamendatei
Die Personennamendatei (PND) war eine Normdatei von Personen, die vor allem zur Erschließung von Literatur in Bibliotheken diente. Sie wurde von der Deutschen Nationalbibliothek sowie allen deutschen und österreichischen Bibliotheksverbünden bis 2012 kooperativ geführt. Sie ist in der Gemeinsamen Normdatei aufgegangen.

## Anwendung und Motivation
Die Personeneinträge der PND sollten die erfolgreiche Suche nach Personen in der Deutschen Nationalbibliografie sowie den Beständen weiterer Bibliotheken, Archive und Museen im gesamten deutschen Sprachraum ermöglichen; ohne PND wäre nur die Suche nach Namen mit der Problematik der Namensvettern und Schreibvarianten möglich gewesen. Die PND enthält etwa 3,6 Millionen Datensätze, davon sind jedoch derzeit (Stand: Juli 2011) erst etwa 1,8 Millionen individualisierte Personensätze.
Für die Bibliotheken gab es vor allem drei Gründe, eine gemeinsame Personennamendatei aufzubauen:
1. ermöglichte die PND die Rationalisierung bei der Ansetzung des Autorennamens. Hier war der Rechercheaufwand früher deutlich höher, vor allem bei Problemfällen wie nicht lateinische Namen oder Adelstiteln.
2. machte die Einführung elektronischer Datenverarbeitung die einheitliche Ansetzung auf nationaler Ebene dringend erforderlich, da nur auf diese Weise ein zuverlässiger Datenaustausch möglich ist.
3. ermöglichte die (individualisierte) PND die eindeutige Zuordnung eines Namens zu einer Person, so dass – wie es zum Beispiel in den USA an der Library of Congress schon früher üblich war – Autoren gleichen Namens voneinander unterschieden werden können.

Für jede in die Personennamendatei aufgenommene Person gab es einen Datensatz, auf den mit Hilfe eines eindeutigen Identifikators, der PND-Nummer, verwiesen werden konnte. Die PND enthielt sowohl für einzelne Personen so genannte individualisierte Datensätze mit zusätzlichen Angaben (vor allem Lebensdaten, Beruf und Pseudonyme) als auch nicht-individualisierte Datensätze, die lediglich eine für mehrere Personen verwendbare Namensansetzung beinhalteten.

## Geschichte und Entwicklung

### Deutsches Bibliotheksinstitut
Nach ersten Überlegungen, ausgehend von einem Deutsch-Französischen Expertentreffen im Mai 1987 am Deutschen Bibliotheksinstitut (DBI), beschloss das „Steuerungsgremium der DFG für die ZDB und überregionale Standortnachweise“ im Mai 1988 die Einsetzung einer Arbeitsgruppe. Die Arbeitsgruppe stieß aber eher auf verhaltenes Interesse bei den Bibliotheksverbünden; dringender wäre eine Ansetzungshilfe für „schwierige Namen, z. B. Namen, für die eine Umschrift ins Lateinische notwendig ist, und alte Namen“.
Eine erste Personennamendatei wurde 1989 durch die Altbestandserfassung konvertierter Titeldaten der Bayerischen Staatsbibliothek und der SUB Göttingen an dem Deutschen Bibliotheksinstitut aufgebaut. Die Verwaltung der Namen erfolgte in einer IBAS-Datenbank, die sowohl online als auch in Microficheausgabe allen Bibliotheken zur Verfügung stand. Diese „PND-DBI“ enthielt 1993:
- Namen bis 1850 aus Altbestandskonvertierung Bayerische Staatsbibliothek
- Namen bis 1940 aus Altbestandskonvertierung SUB Göttingen
- Personennamen der Antike (PAN)
- Personennamen des Mittelalters (PMA)

Die Redaktion war angesiedelt bei der Bayerischen Staatsbibliothek.
Die zentralen Aufgaben dieser PND waren die einheitliche Ansetzung der Namen bis 1850 und die Beschleunigung von anderen Altbestandserfassungen. Die Verwendung der PND-DBI war bei allen Projekten der Altbestandserfassung, die von der Deutschen Forschungsgemeinschaft gefördert wurden, vorgeschrieben.

### Die Deutsche Bibliothek
Anfang der 1990er-Jahre empfahl der Bibliotheksausschuss der Deutschen Forschungsgemeinschaft (DFG), die Aufgabenstellung zu erweitern und die Überführung „PND-DBI“ in eine Normdatei in der Trägerschaft der Deutschen Nationalbibliothek, die damals noch unter dem Namen „Die Deutsche Bibliothek“ (DDB) firmierte, zu überführen. Von 1995 bis 1998 wurde die Einführung einer allgemeinen Personennamendatei (PND) als Projekt von der DFG finanziell gefördert.
Während zunächst die Erschließung von Literatur im Vordergrund stand, wurde die PND später gleichermaßen in Archiven und Museen zur Beschreibung von Archivalien und Exponaten eingesetzt. Im November 1997 flossen die Personendaten der Zentralkartei der Autographen (ZKA) der Staatsbibliothek zu Berlin in die Datenbank ein. Eine weitere Quelle waren im März 1998 die Personennamen der Schlagwortnormdatei, die in die PND aufgenommen wurden. 
2008 wurden auch die Personendaten des Deutschen Musikarchivs (DMA) in die allgemeine Personennamendatei integriert. Dialog mit Bibliotheken meldete damals: „Als größter Normdatenbestand des DMA wurden rund 110.000 individualisierte Personendatensätze und rund 8.000 nicht-individualisierte Personennamensätze in die überregionale PND integriert. In die GKD wurden knapp 70.000 normierte Datensätze für Musikkörperschaften eingespielt.“

## Aufbau
Individualisierte Datensätze lassen sich exakt einer Person zuordnen. Dies bedeutet, dass zu der Ansetzung der Person auf Grund ihres Namens Merkmale hinzugenommen werden müssen, die die Person eindeutig identifizieren, meist dienen diesem Zweck die Lebens- bzw. Wirkungsdaten. In der Regel wurden zusätzlich Herkunft und Beruf vermerkt. Biografische Artikel in der deutschsprachigen Wikipedia werden seit Mai 2005 mit der PND verlinkt, seit April 2012 mit ihrem Nachfolger, der GND.
Neben individualisierten Datensätzen, die eine Person eindeutig identifizieren, gibt es Datensätze, die lediglich einen Namen enthalten, d. h. auf mehrere Personen zutreffen können. Jeder Datensatz enthält als Identifier (bzw. Schlüssel) eine eindeutige Nummer, die PND-Nummer. Ob es sich um einen individualisierten Datensatz handelt, ist anhand der PND-Nummer nicht ersichtlich, da die Individualisierung auch nach ihrer Anlage stattfinden konnte, indem der Name, beispielsweise durch das Hinzufügen eines Geburtsjahres, einer konkreten Person zugeordnet wurde.
Die PND-Nummer beginnt mit einer eins und enden mit einer Prüfziffer. Bis 2011 wurden neunstellige Nummern aus dem Bereich 100000000 bis 149999999 vergeben. Im Vorlauf der Einführung der GND war dieser Bereich erschöpft durch umfangreiche Neu-Vergabe von Nummern aus bislang lokal gehaltenen Personen-Altdaten der Regionalverbünde. Seit April 2011 wurden die Nummern zusammen mit denen anderer Arten von Datensätzen im laufenden Betrieb fortlaufend vergeben, sie beginnen weiterhin mit einer eins, enden mit einer Prüfziffer und sind nun zehnstellig.
Es werden nur Nummern vergeben, die nach dem modulo 11-Verfahren gültig sind, welches unter anderem auch bei der ISBN eingesetzt wird. Die letzte Stelle ist eine Prüfziffer, die sich wie folgt berechnet:
Letzte Stelle ist der Rest von: 1*1. Stelle + 2*2. Stelle + 3*3. Stelle + … + 9*9. Stelle geteilt durch 11, dabei ist links mit Nullen aufzufüllen, bis die Stellenzahl mit Prüfziffer 10 ergibt.
Zur Ansetzung der Personennamen in der PND wurden die Regeln für die alphabetische Katalogisierung (RAK) herangezogen. Zum Austausch von Normdatensätzen existierte ein eigenes Maschinelles Austauschformat für Bibliotheken (MAB).

## Beispiel eines individualisierten Normdatensatzes

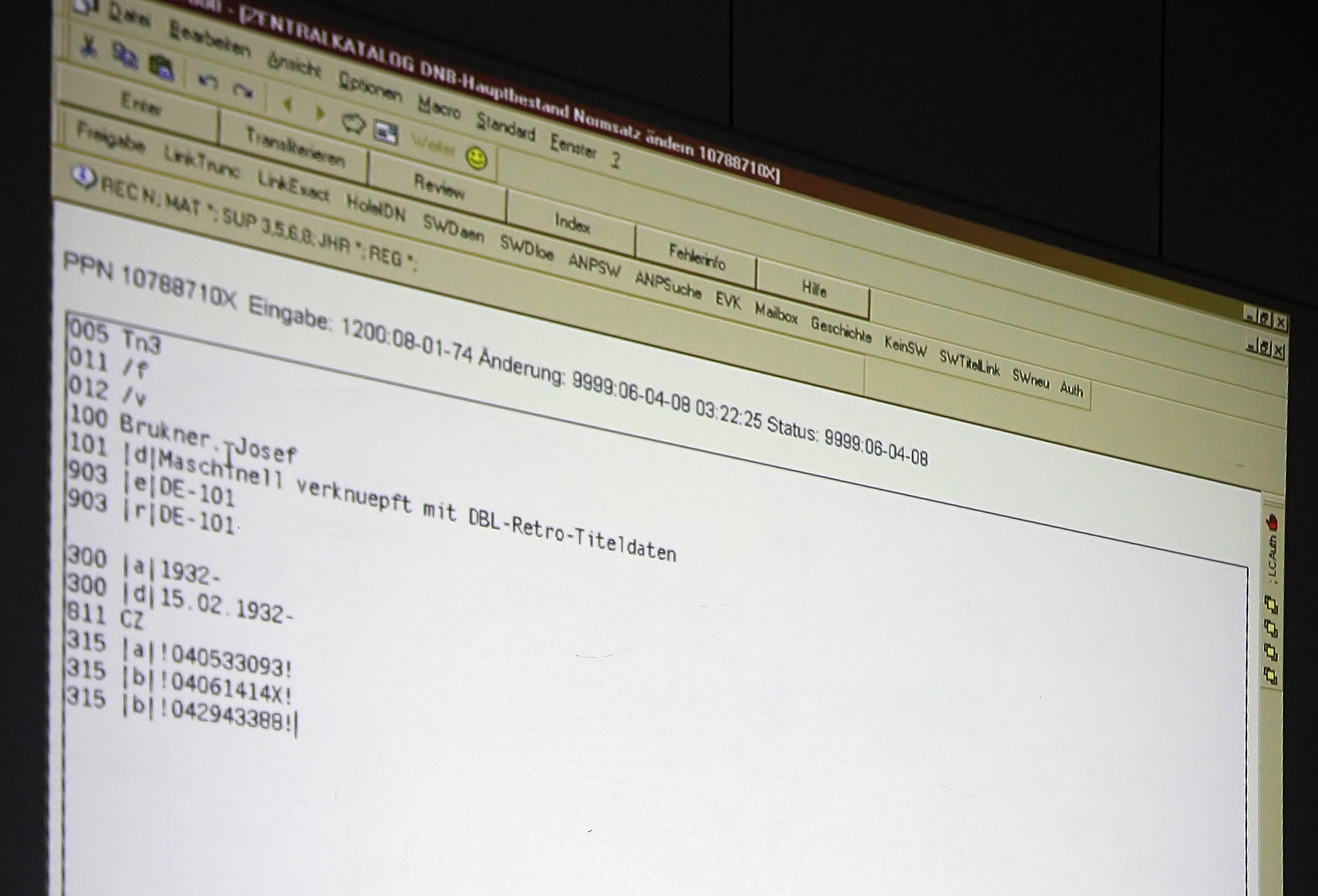
Bearbeiten eines Normdatensatzes in der Deutschen Nationalbibliothek

PND-Datensatz zu Joachim Ringelnatz im Katalog der Deutschen Nationalbibliothek (DNB):
Identifikationsnummer118601121
PersonRingelnatz, Joachim
Andere Namen
- Bötticher, Hans [Wirkl. Name]
- Boetticher, Hans
- Hester, Gustav [Pseud.]
- Meyer, Pinko [Pseud.]
- Dörry, Fritz [Pseud.]

Lebensdaten1883–1934
BerufeDt. Schriftsteller u. Maler
Sachgebiete12.2p ; 13.4p ; 15.2p
LändercodeXA-DE

## Weiterentwicklung
Mit den beiden anderen großen deutschen Normdateien, der Gemeinsamen Körperschaftsdatei (GKD) und der Schlagwortnormdatei (SWD), wurde die PND Ende April 2012 in der Gemeinsamen Normdatei (GND) zusammengeführt. Bis dahin waren die drei Dateien online und auf einer kostenpflichtigen Normdaten-DVD-ROM erhältlich. Anfangs wurden die Normdateien auf Mikrofiche verbreitet.
In dem Projekt Virtual International Authority File (VIAF) war die PND über eine Konkordanzdatei mit anderen nationalen Normdateien virtuell zu einer internationalen Normdatei verbunden. (Diese Aufgabe übernimmt jetzt die GND.)
Vergleichbare Normdaten für Personen sind:
- Library of Congress Name Authority File (LCNAF)[6]
- Union List of Artist Names (ULAN)